# Râul Mârghia
Râul Mârghia este un curs de apă, afluent al râului Cotmeana. 

## Hărți
- Harta Județul Argeș